# Лечхумский уезд
Лечхумский уезд — административная единица в составе Кутаисской губернии и Грузинской ССР. Административный центр — село Цагери.

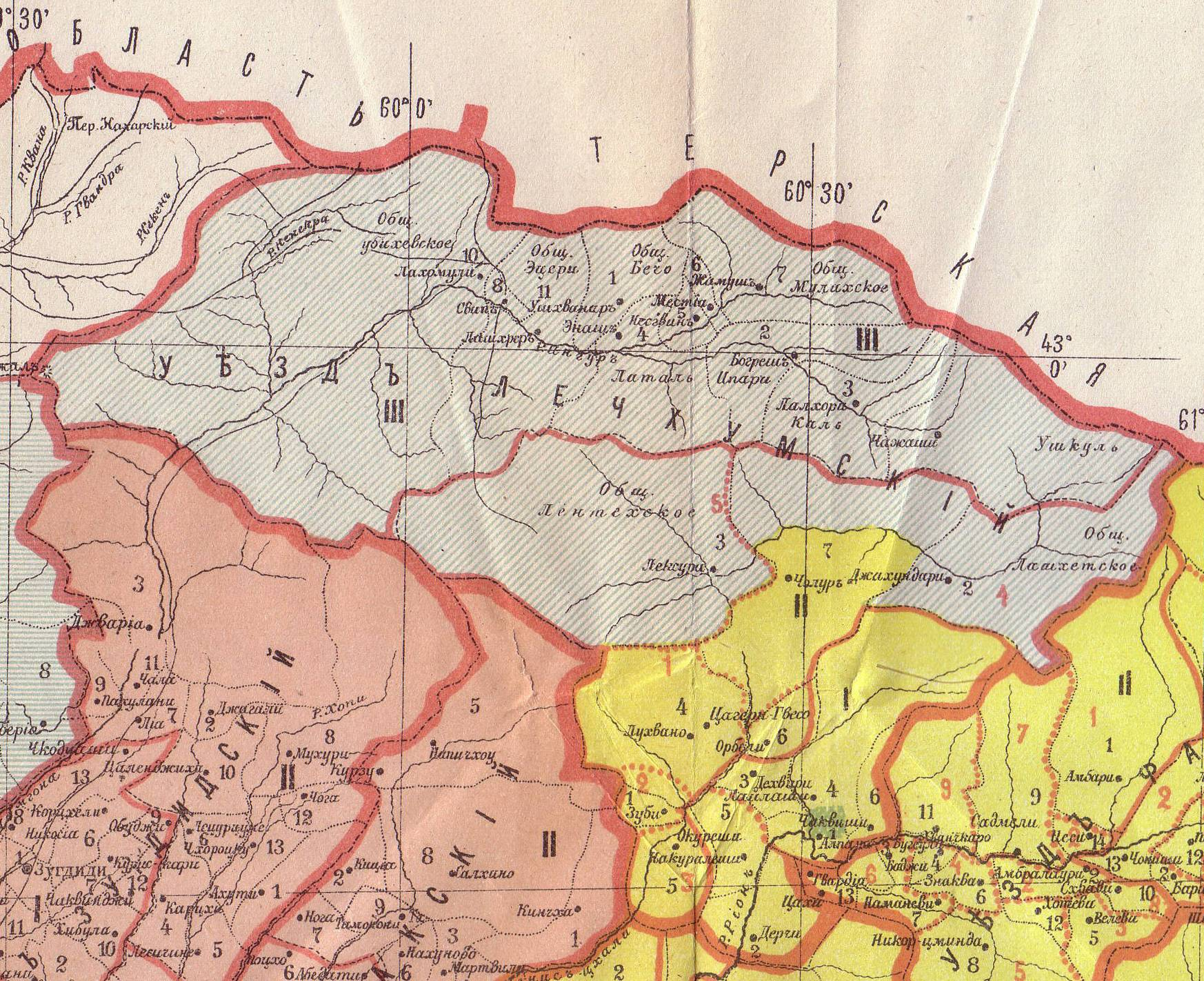
Лечхумский уезд

## География и климат
Лечхумский уезд занимал северную часть Кутаисской губернии, граничил на севере с Кубанской и Терской областями. Площадь — 4166 вёрст², население — 50 080 жителей.
В отношении рельефа Лечхумский уезд представлял горную страну, изрезанную высокими хребтами и глубокими ущельями, самые низкие части коей расположены по течению р. Риона, протекающего в юго-восточном углу уезда; далее к С местность становится все выше, достигая на северной границе уезда, у подошвы Главного Кавказского хребта, наибольшей высоты над уровнем моря и гранича с ледниками и вечными снегами. В частности, уезд можно разделить на три различные по устройству поверхности и по природе части. Южная, наиболее низкая часть орошается Рионом и средним течением Цхенис-цхали, текущей здесь с С на Ю; по климату и произведениям эта часть у. (Лечхум) сходна с лежащим рядом Кутаисским уездом. Далее к С, за лесистым хребтом, отделяющим бассейн Риона от верхней Цхенис-цхали и направляющимся сначала с Ю на С, а потом поворачивающего на В, лежит продольная долина верхнего течения последней реки, известная под названием Дадиановской Сванетии. Природа этой части у. суровее чем в Лечхуме; наиболее холодные и скудные по произведениям местности лежат на В, в верховьях Цхенис-цхали, примыкающих к Главному Кавказскому хребту; однако наибольшее отличие между этими частями наблюдается в отношении населения, которое в Лечхуме состоит из имеретин, а в Дадиановской Сванетии из сванетов. Долина верхней Цхенис-цхали замыкается на С высоким снеговым Сванетским хребтом (вершины его Лайла 13144 фт., Лясиль 11700 фт.), проходящим почти параллельно Главному Кавк. хребту и совершенно отрезывающим сев. окраину у. от остальной его части. Эта третья и последняя часть Л. у. представляет высокую долину верхнего течения Ингура, заключенную между Сванетским хр. на Ю и высочайшим отрезком Главн. Кавк. хр. на С и называемую обыкновенно в западной части — Княжеской, а в восточной, наиболее высокой — Вольной Сванетией. Долина верхнего течения Ингура на значительной высоте над ур. м., обставленная снеговыми горами (огромные снеговые поля и до 50 больших и малых ледников) и отличающаяся суровым климатом (зима начинается с октября), позволяющим в большинстве случаев возделывать лишь ячмень, отрезанная от остального мира в течение 8 месяцев года и весьма труднодоступная в остальное время, является одной из наиболее замечательных местностей Кавказа как по своей природе, так и по своему полудикому населению (Сванетия).

## История
В 1929 году уезд упразднён с передачей территории в Кутаисский округ.

## Население
Население 47 779 человек (1897), в том числе в селе Цагери — 687 чел.

### Национальный состав
Национальный состав по переписи 1897 года:
- имеретинцы — 31 520 чел. (65,97 %),
- сваны — 15 359 чел. (32,15 %),
- русские — 26 чел.	(0,05 %),

## Административное деление
В 1913 году в состав уезда входило 24 сельских правлений:
| - Ачарское — с. Ачара, - Бечайское — с. Ушхванар, - Дерчское — с. Мехвина, - Дехвирское — с. Дехвири, - Зубское — с. Зуби, - Инарское — с. Богреш, - Кальское — с. Лалхори, - Лайлашское — с. Лайлаши, | - Латальское — с. Энаш, - Латхетское — с. Джахундари, - Ленджерское — с. Несгаин, - Леншехское — с. Лексуры, - Местийское — с. Местиа, - Мухахское — с. Жамуш, - Накуралешское — с. Накуралеши, - Окурешское — с. Окуреши, | - Орбельское — с. Орбели, - Парское — с. Пари, - Ушкульское — с. Чажаши, - Цагерское — с. Цагери, - Чквишское — с. Чквиши, - Чолурское — с. Чвелиери, - Чубихевское — с. Кичхондаш, - Эцерское — с. Лашхрер. |